# Herpeperas amaniensis
Herpeperas amaniensis är en fjärilsart som beskrevs av Elliot C.G. Pinhey 1956. Herpeperas amaniensis ingår i släktet Herpeperas och familjen nattflyn. Inga underarter finns listade i Catalogue of Life.